# 默多克 (伊利諾伊州)
默多克（英語：Murdock）是位於美國伊利諾伊州道格拉斯縣的一個非建制地區。該地的面積和人口皆未知。

## 地理
默多克的座標為39°48′03″N 88°04′42″W / 39.80083°N 88.07833°W，而該地的平均海拔高度為195米（即640英尺）。